# Damian Damięcki
Damian Damięcki (ur. 16 lipca 1941 w Podszkodziu) – polski aktor teatralny i filmowy.

## Kariera
W 1964 ukończył studia na Wydziale Aktorskim Państwowej Wyższej Szkoły Teatralnej w Warszawie. W zespole Teatru Współczesnego był w latach: 1963–1966, 1972–1981 i jest od 1999.
Występował też w Teatrze Narodowym i Teatrze Polskim.

## Życie prywatne
Syn aktorów Ireny Górskiej-Damięckiej i Dobiesława Damięckiego, starszy brat aktora Macieja Damięckiego (często mylnie uważano ich za bliźniaków), ojciec aktora Grzegorza Damięckiego, stryj aktorów Matyldy Damięckiej i Mateusza Damięckiego.
Jest mężem Grażyny Brodzińskiej – polskiej śpiewaczki operetkowej, był mężem Barbary Borys-Damięckiej (matki Grzegorza) – polskiej reżyser teatralnej i telewizyjnej oraz senator.

## Filmografia

### Aktor
- 2012: Prawo Agaty jako Warda (odc. 16)
- 2009: Nigdy nie mów nigdy jako ojciec Amy
- 2008: Pitbull – Andrzej, ojciec Renaty
- 2004: Pręgi
- 1995: 100 filmów z Wiesławem Gołasem
- 1994-1995: Fitness Club
- 1980: Nasze podwórko – ojciec Adasia
- 1979: Sekret Enigmy
- 1979: Tajemnica Enigmy
- 1978: Co mi zrobisz, jak mnie złapiesz?
- 1977: Akcja pod Arsenałem
- 1977: Noce i dnie
- 1973: Stawiam na Tolka Banana jako kapral na przepustce
- 1973: Zasieki
- 1969: Nowy
- 1969: Rzeczpospolita babska
- 1969: W każdą pogodę
- 1966: Nowy pracownik(inne języki)
- 1965: Chwila pokoju(inne języki) (Le moment de paix)
- 1965: Potem nastąpi cisza
- 1965: Popioły
- 1964: Barwy walki
- 1962: I ty zostaniesz Indianinem
- 1962: Miłość dwudziestolatków (L’Amour à vingt ans)
- 1956: Tajemnica dzikiego szybu
- 1954: Opowieść atlantycka

### Polski dubbing
- 2009: Góra Czarownic – Eddie
- 2006: Auta
- 2005: Garbi: super bryka
- 1998: Rudolf czerwononosy renifer
- 1998: Walter Melon
- 1994: Prowincjonalne życie

### Kompozytor
- 1994-1995: Fitness Club

## Odznaczenia i nagrody
- Złoty Krzyż Zasługi (1993)[1]
- Otrzymał nagrodę Feliksa Warszawskiego za sezon 2003/2004 za rolę Donny’ego w Poruczniku z Inishmore(inne języki) Martina McDonagha w reżyserii Macieja Englerta w kategorii „za najlepszą drugoplanową rolę męską”.